# 对观福音
符類福音（英語：Synoptic Gospels）又稱共觀福音、同觀福音、對觀福音等，為新約聖經前三卷書《馬太福音》、《馬可福音》和《路加福音》的合稱。這三本福音書的內容、敘事安排、語言和句子結構皆很相似，而它們又以近似的順序、措辭記述了許多相同的故事。使學者們認為它們有著相當的關聯。
四福音書中的另一卷書《約翰福音》及其它被稱為偽典的福音書，與符類福音各方面皆有很大的差異。

## 對觀福音問題
英文synoptic來自希臘語syn，意為「一起的」；而optic則為「觀察」之意。《馬太福音》、《馬可福音》和《路加福音》這三本福音書的內容、敘事安排、語言和句子結構皆很相似，而它們又以近似的順序、措辭記述了許多相同的故事。學者們認為它們有著相當的關聯，因此稱它們為對觀福音書。
- 三重傳統（triple tradition）：馬太福音、馬可福音和路加福音，三者之間共通的部份。
  - 主要相同（Major agreements）：馬可福音中76%的內容，都出現在其他兩本福音書中。其中大部份的內容是完全相同，但是少部份在行文敍述上有做小部份修改。
  - 少數相同（Minor agreements）：馬太福音與路加福音在同一個段落，兩者的行文遣字是彼此相同的，但是馬可福音與他們二者的說法不同。
- 雙重傳統（double tradition）：馬太福音與路加福音之間，大約有200行左右是相同的，但是在馬可福音中沒有這些內容。這些不同的內容，主要是有關於耶穌的談話與教導，大部份的登山寶訓與其他主要的談話都包括在內。

## 書寫順序
因為其相同性，聖經學者持續辯論著符類福音三卷書被書寫的順序。現在有奧古斯丁假說、雙源假說、雙福音書假說、四源假說、法拉假說及帕克假說六種說法。

### 傳統觀點

#### 聖奧古斯丁假說
傳統上認為馬太福音是首先被書寫的、馬可福音第二、而路加福音則參考前二者及其他當事人的言語來書寫。這個說法通常被稱為聖奧古斯丁假說。不像其它的假說，這個假說不被後人引用、不被爭論、也幾乎沒有任何文獻提及。聖奧古斯丁的後裔認為是瞭解福音書的一種簡單的共識。然而，文字考證證明這是一個錯誤。因此學術界及大多數現代的研究通常都不再引用此種說法。

### 歷史考證觀點

#### 馬可福音優先
這一個假說認為，《馬可福音》是對觀福音書中最早的，也是其他福音書的根據。這個學說起源於18世紀，被現代聖經學者廣為接受。

#### 雙源假說
雙源假說推測馬太福音在書寫時參考了馬可福音和另一本同觀語錄源，或稱Q來源。特別是發現了一本皆是語錄體的書卷：多馬福音，因而更支撐了這個假說。

#### 四源假說
雙源假說有個問題，就是它不能說明所有馬太福音和路加福音的疑點。在The Four Gospels: A Study of Origins (1924)一書中，斯特里特修改了雙源假說並提出四源假說。此說解釋了雙源假說未能交代完善之處，並 假設馬太及路加福音書有四個來源。包括一個現存來源：馬可福音；及三個未知來源：Q來源、M來源和L
。

### 其他假說

#### 雙福音書假說
雙福音書假說又稱格里斯巴奇假說。此假說認為使徒馬太在公元40年左右首先書寫馬太福音，那時基督教只在猶太地區傳播。後來教會向外擴張，使徒路加在約公元50年時書寫路加福音來向外邦人傳福音。但由於路加和他的同伴保羅沒有親眼看過耶穌基督，因此引用了聖彼得的言論來描述耶穌的事跡。這些言論先被馬可紀錄為馬可福音，然後寄送給早期教會的領導者愛任紐。這個假說以馬可的低曝光率認為馬可福音不是正統的福音書。後來保羅讓路加福音出版。這個假說，與雙源假說相比，有個優勢，因為它所倚靠的都是本身的內部證據，而不需要外部假設如Q來源等。

#### 法拉假說
法拉假說認為馬可福音首先寫成，第二是馬太福音，最後則是路加福音。法拉假說的立場很簡單，它沒有假設其它來源。它直接認為馬可福音是馬太福音的來源，而後路加參考這兩本書書寫了路加福音。

#### 帕克假說
皮爾遜·帕克在1953年認為馬太福音是其它福音書的基礎。

## 爭議
雖然許多學者對福音書傳統上認為的撰寫年代有所爭議（在西元40年代到60年代之間），多數人認為對觀福音書的年代介於《羅馬書》和《約翰福音》之間（即西元60年至115年間）。這項假說由於以推論為基礎的論證而尚未獲得共識（也就是說「保羅並未提到福音書，所以福音書一定是在《羅馬書》以後寫的」）。至於每本書的具體撰寫日期，這主要得看特定解釋福音書文字關係的假說。

## 主要福音書比較表
本比較表是來自B. H. Throckmorton所著的《福音之相似處（Gospel Parallels）》、R. W. Funk所著之《五福音（The Five Gospels）》、E. B. Nicholson所著之《希伯來人的福音（The Gospel According to the Hebrews）》
以及J. R. Edwards所著的《希伯來福音與對觀福音傳統之發展（The Hebrew Gospel and the Development of the Synoptic Tradition）》
| 項目             | 馬太、馬可、路加福音 | 約翰福音 | 多馬福音                                     | 希伯來福音                                                        |
| ---------------- | --- | --- | -------------------------------------------- | ----------------------------------------------------------------- |
| 新約             | 三福音的中心題目是：全心全意愛主以及你的鄰居，像愛自己一般                                                                     | 中心題目：愛是耶穌所賜的新命令                                                                                           | 奧秘的知識、愛你的朋友                       | 中心題目：要愛其他人                                              |
| 饒恕             | 非常重要，尤其在馬太福音與路加福音                                                                                             | 推定有 | 未提及                                       | 非常重要：饒恕是中心思想，而且這份福音書有最詳細的記載            |
| 主禱文           | 在馬太福音與路加福音皆有記載，但未見於馬可福音                                                                                 | 未提及 | 未提及                                       | 重要：有關於「mahar」或「明天」的記載                             |
| 愛與窮人         | 非常重要，見耶穌與富有的少年人                                                                                                 | 推定有 | 重要                                         | 非常重要，見耶穌與富有的少年人                                    |
| 耶穌開始祂的工作 | 耶穌遇見施洗約翰，並且受洗 | 耶穌遇見施洗約翰 | 只提到施洗約翰                               | 有對於耶穌與施洗約翰相遇並受洗的最詳盡記載                        |
| 門徒的數量       | 十二 | 十二 | 未提及                                       | 十二                                                              |
| 核心門徒         | 彼得、安德烈、雅各與約翰 | 彼得、安德烈、雅各以及耶穌所愛的那門徒                                                                                   | 彼得                                         | 彼得、安德烈、雅各與約翰                                          |
| 其他的門徒       | 腓力、巴多羅買、稅吏馬太、多馬、亞勒腓的兒子雅各、達太（亦稱雅各的兒子（或兄弟）猶大）、奮銳黨的西門，加略人猶大               | 腓力、拿但業（即巴多羅買）、稅吏馬太、多馬、亞勒腓的兒子雅各、達太（雅各的兒子（或兄弟）猶大）、奮銳黨的西門，加略人猶大 | 馬太、多馬與耶穌的兄弟猶大                   | 馬太、耶穌的兄弟猶大、奮銳黨的西門、達太、加略人猶大              |
| 可能的作者       | 福音書的作者馬太；福音書的作者馬可以及福音書的作者路加                                                                         | 耶穌所愛的那門徒 | 多馬                                         | 福音書的作者馬太                                                  |
| 對處女懷胎的敘述 | 馬太福音與路加福音有，但馬可福音沒有                                                                                           | 未提及 | 未提及                                       | 未提及                                                            |
| 耶穌的洗禮       | 皆有敘述 | 未提及 | 無                                           | 有詳實的記述                                                      |
| 傳道方式         | 簡短的俏皮話或比喻 | 散文格式、米德拉什 | 言論與比喻                                   | 簡短的俏皮話與比喻                                                |
| 講故事           | 比喻 | 比喻性的措詞或隱喻 | 諾斯底主義、神秘的比喻                       | 比喻                                                              |
| 耶穌的神學       | 一世紀的自由主義猶太教 | 對猶太教權威的批判 | 諾斯底主義                                   | 一世紀猶太教                                                      |
| 神蹟             | 很多神蹟 | 七個神蹟Seven Signs | 無                                           | 較少但較可信的神蹟                                                |
| 傳道期間         | 一年 | 三年（多次提到逾越節）                                                                                                   | 無                                           | 一年                                                              |
| 傳道地點         | 主要在加利利 | 主要在靠近耶路撒冷的猶太地區                                                                                             | 無                                           | 主要在加利利                                                      |
| 逾越節晚餐       | 身體與血等於餅與酒 | 為了洗腳中斷了晚餐 | 無                                           | 有慶祝希伯來逾越節但無細節                                        |
| 葬禮的裹屍布     | 一塊布 | 多塊布 | 無                                           | 給了大祭司                                                        |
| 復活             | 馬利亞和婦女們首先得知耶穌復活 馬可福音的部分古鈔本缺乏16章第9節後的內容，也就是復活基督顯現的部分，學者認為這部分是後人所添加 | 約翰增添了一些馬利亞在復活事件中的細節描述                                                                               | 多馬福音記載的是耶穌的「言論」而非耶穌的一生 | 特別提到耶穌向祂的兄弟猶大顯現，這事同時也記載在哥林多前書15章7節 |

## 外部連結
- Catholic Encyclopedia: Synoptics （页面存档备份，存于）
- Hypotyposeis: Synoptic Problem Website （页面存档备份，存于）
- TextExcavation: The Synoptic Project （页面存档备份，存于）

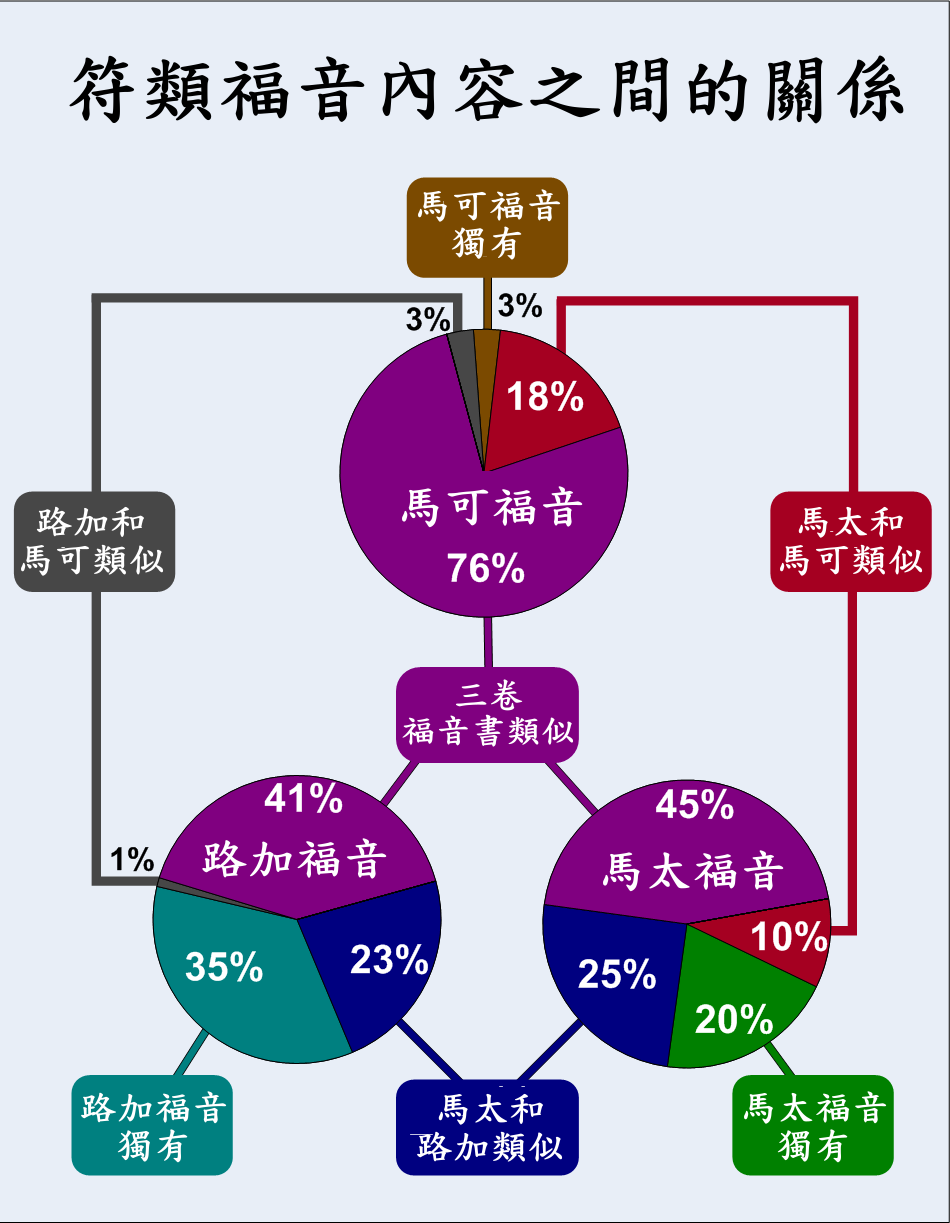
三卷符類福音內容的關係。幾乎所有《馬可福音》的內容都被發現在《馬太福音》及《路加福音》，但後二者的內容則有許多沒有在馬可福音中發現

- Synoptic Gospels Primer （页面存档备份，存于）
- NT Gateway: Synoptic Problem Web Sites （页面存档备份，存于）
- The Synoptic Problem and its Solution （页面存档备份，存于）
- Matthew Conflator (Wilke) Hypothesis （页面存档备份，存于）
- Synoptic Hypotheses and Authors （页面存档备份，存于）